# Sentosa
La isla Sentosa (en inglés: Sentosa Island; en chino: 圣淘沙; en malayo: Pulau Sentosa; en tamil:செந்தோசா) (malayo la paz y la tranquilidad), es una isla de 500 hectáreas (5 km²) que pertenece a Singapur. La isla se utiliza como destino turístico, siendo visitada por unos cinco millones de personas al año. Sus atracciones incluyen una playa de dos kilómetros de longitud, Fuerte Siloso (Fort Siloso), dos campos de golf, dos hoteles cinco estrellas y el centro de ocio World Sentosa, que incluye el parque temático Universal Studios Singapore.

## Historia
En el siglo XIX, la isla era importante porque protegía el paso al puerto de Keppel. Los planes para fortificar la isla como parte del plan de defensa de Singapur se elaboran en 1827, pero algunas fortificaciones recién se construyeron hacia 1880, cuando el rápido crecimiento del puerto hizo fuera necesario proteger las existencias de carbón contra un posible ataque enemigo. Los fuertes construidos en la isla fueron los fuertes Siloso, Serapong y Connaught y la batería del Monte Imbiah.
El extremo occidental de Pulau Blakang Mati, es el lugar donde se encuentra Fort Siloso, que antes se llamaba Rimau Sarang (la guarida del tigre). En la década de 1930, la isla fue fortificada y se convirtió en un componente fundamental de la fortaleza de Singapur, y la base de la artillería real.
Durante la Segunda Guerra Mundial, la isla fue una fortaleza militar británica. Los británicos crearon piezas de artillería en Fort Siloso, hacia el sur, frente al mar previendo un asalto japonés desde el mar. Sin embargo, los japoneses invadieron y finalmente capturaron Singapur desde el norte, después de haber hecho lo mismo con Malaya (ahora conocida como Malasia peninsular). Tras la rendición de las fuerzas aliadas el 15 de febrero de 1942, la isla se convirtió en un campo de prisioneros de guerra, el lugar de reclusión de los prisioneros australianos y británicos.
Durante la ocupación japonesa, en virtud de la Operación Sook Ching, los hombres chinos que eran sospechosos, de estar involucrado en actividades antijaponesas fueron brutalmente asesinados. La playa de Pulau Blakang Mati fue uno de los campos de la muerte.
Después de la rendición japonesa en 1945 y el retorno de Singapur a la dominación británica, la isla se convirtió en la base del Primer Regimiento de la Artillería Real en 1947. Los soldados de Singapur eran enviados a la isla para entrenamiento militar antes de ser asignados  a otras unidades del ejército británico en Singapur.
Diez años más tarde, el regimiento británico fue disuelto y se desmantelaron sus armas. La artillería costera fue reemplazada por unidades de infantería Gurkha. Fort Siloso y Serapong Fort se convirtieron en un lugar de retiro católico y en una iglesia protestante, respectivamente. Fort Connaught quedó en ruinas.
A principios de 1960, durante el conflicto con Indonesia, la unidad 2/10o defendió la isla contra los saboteadores de Indonesia. Con el fin de la confrontación en 1966 y la retirada de las unidades gurkhas de la isla, los británicos entregaron Sentosa a las Fuerzas Armadas de Singapur en 1967.
En 1967, Pulau Blakang Mati se convirtió en la base naval de Singapur para la Fuerza de Voluntarios, que se trasladó desde su antigua base en Telok. La Escuela de Formación Marítima También se estableció allí, y fue el primer Centro Médico Naval.
En la década de 1970, el gobierno decidió desarrollar la isla como un destino turístico para los visitantes locales y foráneos.

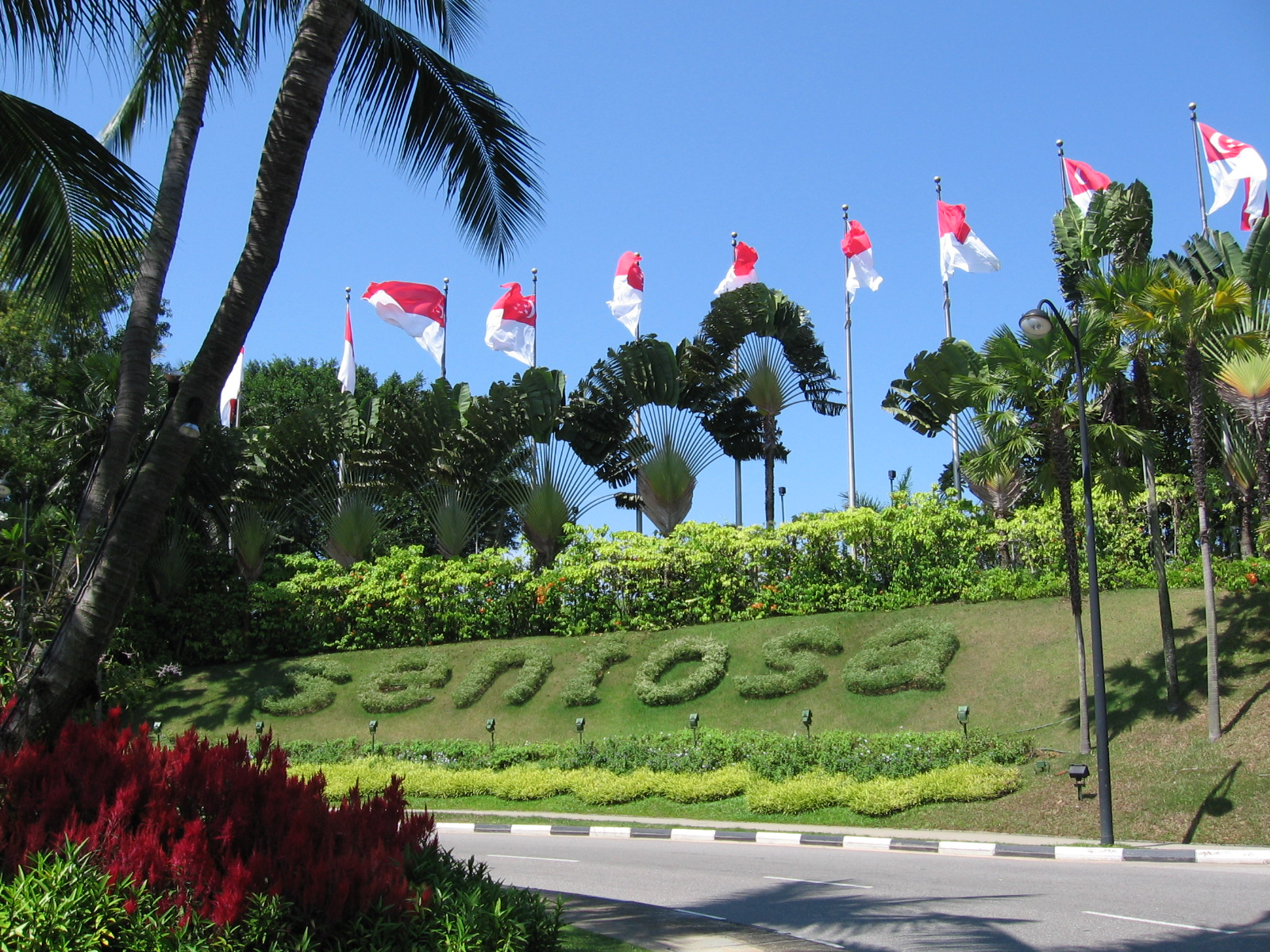
Sentosa

La isla pasó a llamarse Sentosa en 1972, lo que significa la paz y la tranquilidad en malayo, por una sugerencia del público. La Corporación de Desarrollo de Sentosa fue formada y constituida el 1 de septiembre de 1972 para supervisar el desarrollo de la isla. Desde entonces, capitales privados y fondos del gobierno se han invertido para desarrollar la isla.
En 1974, se construye el sistema teleférico Singapur, uniendo Sentosa al Monte Faber. Posteriormente se inauguraron diversas atracciones para los visitantes, incluyendo el Fuerte Siloso, el museo de cera, Fuente Musical, y el centro Actividades Subacuáticas. El puente de calzada se abrió en 1992 conectando Sentosa con el continente.
El sistema de monorriel de Sentosa se inauguró en 1982 para transportar a los visitantes a varias estaciones situadas alrededor de la isla. El 16 de marzo de 2005, el servicio de monorriel se interrumpió para dar paso al nuevo Express Sentosa, que comenzó a operar el 15 de enero de 2007. La evaluación ambiental realizada por el gobierno de Singapur llegó a la conclusión que la construcción de los hoteles en Sentosa podría significar un riesgo para la diversidad biológica de alta escala, la integridad del hábitat, la erosión del suelo y el cambio climático, así como varios otros impactos ecológicos negativos.

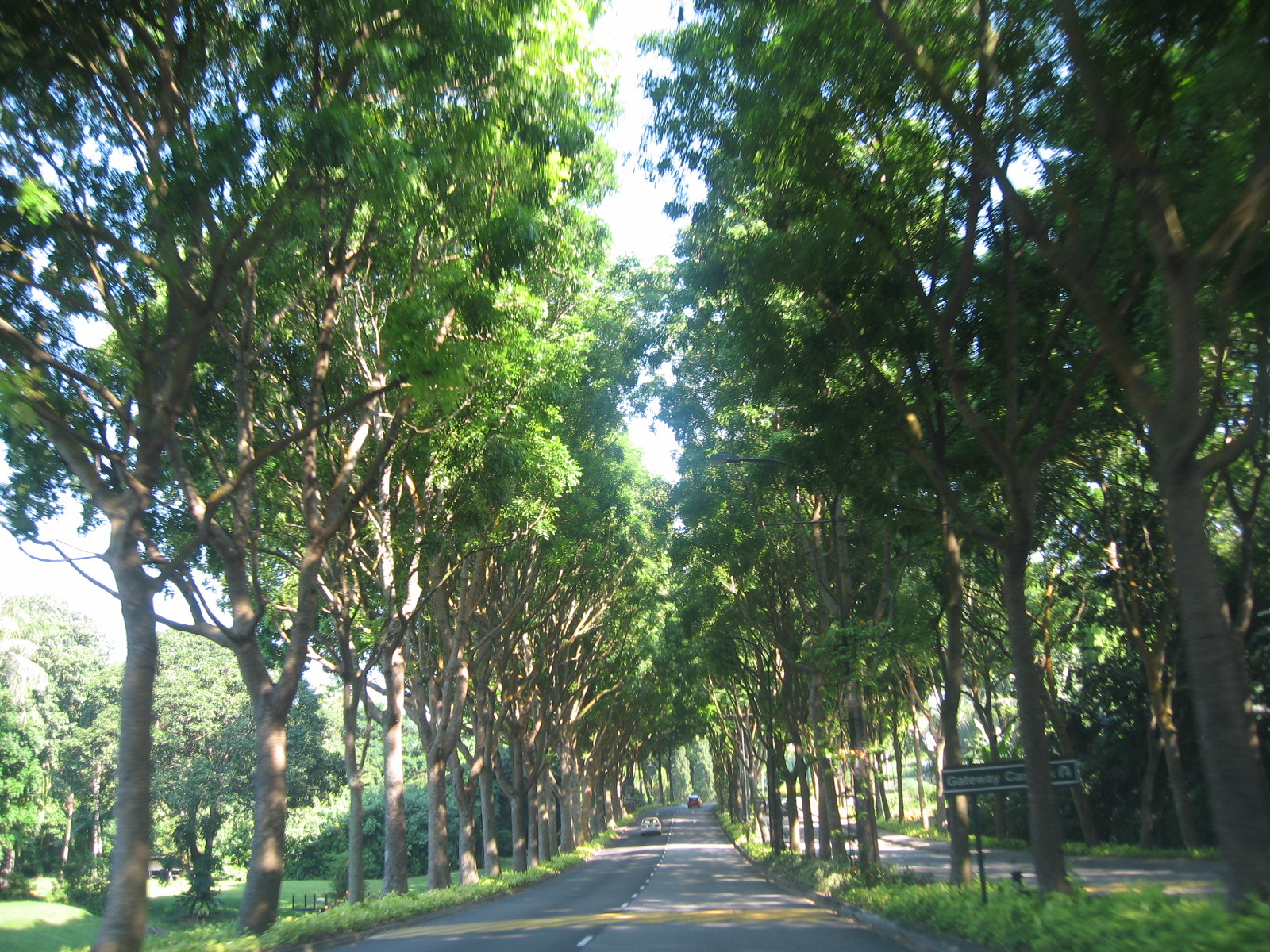
Paisaje boscoso en Sentosa.

## Geografía
La isla tiene un área de cinco kilómetros cuadrados. Se encuentra a sólo medio kilómetro de distancia de la costa sur de la isla principal de Singapur. Es la cuarta isla más grande de Singapur (excluyendo la isla principal). El 70 % de la isla está cubierta por selva, que es el hábitat de lagartos, monos, pavos reales, loros, así como otros animales y flora nativa. La isla cuenta con 3,2 kilómetros de playas de arena blanca. Considerable porciones de tierras ganadas al mar están siendo añadidas paulatinamente a Sentosa.

## Transporte
A Sentosa se puede llegar desde el continente a través de una vía conectada a la isla principal Singapur o a través de un teleférico, que tiene su origen en el Monte Faber y pasa en su recorrido a través del paseo marítimo del puerto.
La isla también es accesible por el monoriel SGD llamado «Sentosa Express», que tiene cuatro estaciones en Sentosa y que fue inaugurado el 15 de enero de 2007, la estación terminal de la línea está en el centro comercial VivoCity en el continente, que a su vez es atendido por la estación de HarbourFront de la Línea Noreste del MRT. El viaje dura cuatro minutos.
Dentro de Sentosa hay tres servicios de autobús, identificados con los colores azul, amarillo y las líneas rojas, y un servicio de tranvía llamado «Beach Train» (el Tren de la playa). Desde 1998, los turistas han sido autorizados a entrar en la isla.

## Playas
Sentosa tiene una extensión de playas protegidas de más de dos kilómetros de longitud en su costa sur, dividida en tres porciones: playa Palawan, playa de Siloso, y la playa de Tanjong. Estas playas son artificiales, la arena regenerada fue comprada a Indonesia y Malasia.

### Playa Palawan
La playa Palawan se encuentra en el centro de la costa sur de Sentosa. Hay un puente colgante que conduce a un pequeño islote frente a las costas que se dice que es el punto más meridional de Asia continental, o el punto más cercano de Asia a la línea del Ecuador.
Hay varios bares a lo largo de la playa que ofrecen alimentos y bebidas a los visitantes, así como la estación de la playa del Sentosa Express.

### Playa Siloso
La playa Siloso se encuentra en la parte oeste de la costa sur y es conocida como el lugar para juegos tales como el voleibol de playa y otras actividades al aire libre como piragüismo, bicicleta de montaña o patinaje. También hay restaurantes y puntos de venta a lo largo de la playa. El Shangri-La Rasa Sentosa Resort está situado en el extremo occidental de la playa Siloso.

### Playa Tanjong

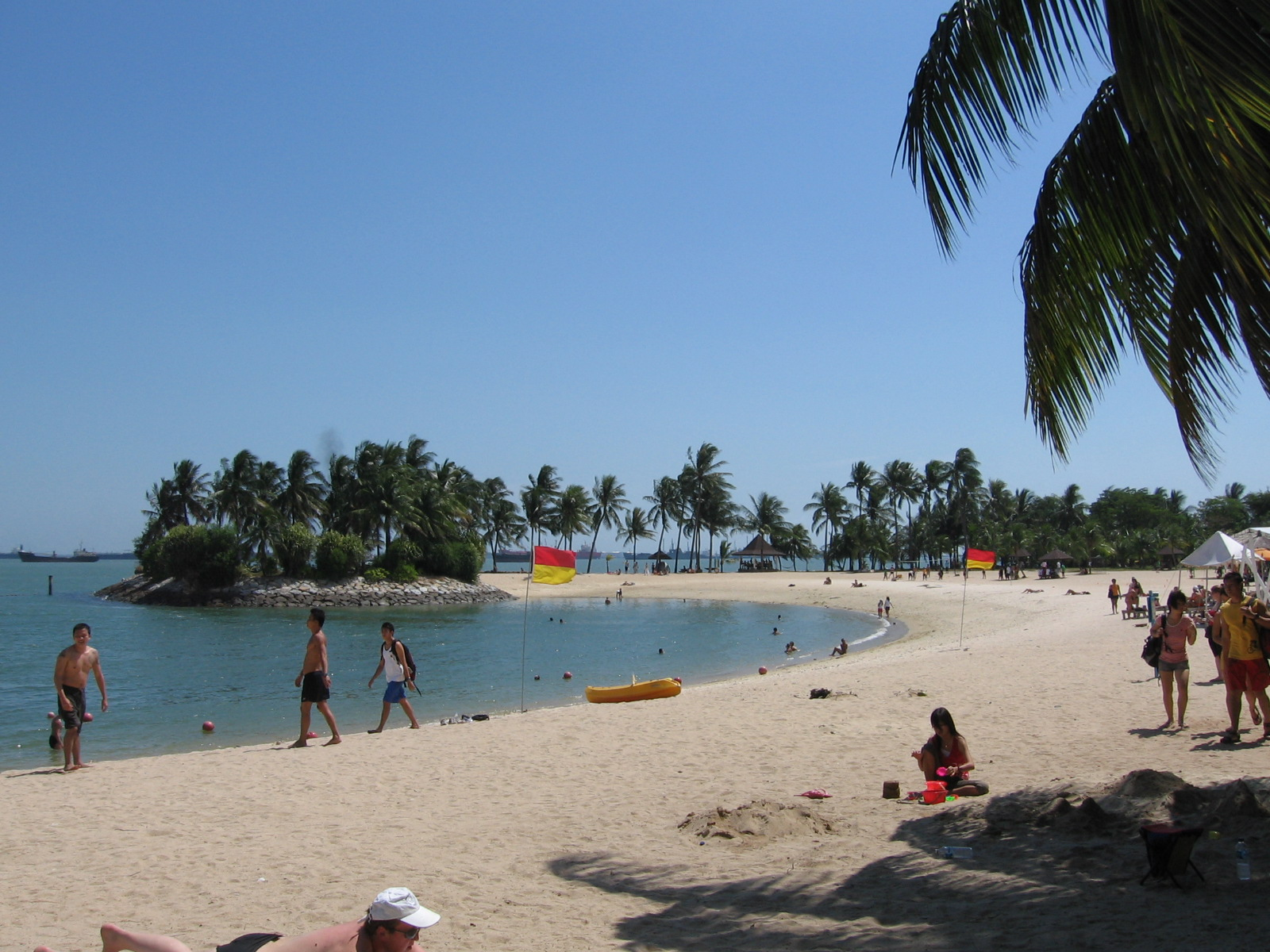
Playa Tanjong

La playa Tanjong es un sector relativamente más apartado de la costa sur. La playa forma una media luna que a veces se utiliza para eventos especiales o fiestas.